# Циклолы

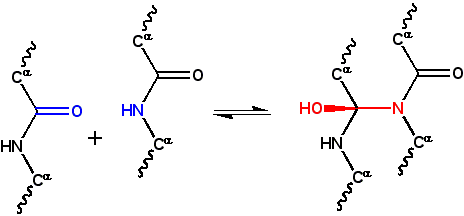
Реакция образования циклолов. Две пептидные группы соединены N—C-связями, превращая карбонильный кислород в гидроксильную группу

Гипотеза цикло́лов — первая структурная модель образования глобулярных белков. Разработана Дороти Уринч (англ. Dorothy Wrinch) в конце 1930-х на основе предположения, что две пептидные группы в составе белков могут быть соединены с помощью реакции образования циклолов.
Гипотеза циклолов была основана на трёх предположениях. Во-первых, что пептидные группы могут образовываться с помощью циклольной реакции, эти связи — ковалентные аналоги водородных связей. Подобные реакции наблюдались про образовании эргопептидов и других соединений. Во-вторых, что при некоторых условиях аминокислоты самопроизвольно образуют максимально возможное число циклольных связей, что приводит к образованию циклольных молекул и циклольных слоев. Однако эти молекулы и слои не наблюдаются. И наконец, гипотеза предполагает, что глобулярные белки обладают третичной структурой, соответствующей правильным многогранникам и полуправильным многогранникам, сформированных из циклольных слоев без свободных краев. Подобные структуры также не наблюдаются.